# Felix Jud
Felix Jud (* 7. März 1899 in Wilhelmsthal, Landkreis Habelschwerdt, Provinz Schlesien; † 27. August 1985 in Hamburg) war ein deutscher Buchhändler, Eigentümer der Hamburger Bücherstube Felix Jud & Co. und erklärter Gegner des NS-Staates.

## Leben
Felix Jud absolvierte nach seiner Schullaufbahn eine kaufmännische Ausbildung bei einem Eisenwarenhändler und war danach als Buchhändler tätig. Ab 1919 war er in Hamburg beschäftigt, im November 1923 eröffnete er seine „Hamburger Bücherstube Felix Jud & Co.“ in den Colonnaden 104 im Stadtteil Hamburg-Neustadt.
Nach der Machtübernahme durch die Nationalsozialisten opponierte Jud gegen das NS-Regime. Eine Änderung seines jüdisch klingenden Nachnamens lehnte er ab, obwohl ihm dies durch die NS-Behörden empfohlen wurde. Jud provozierte unter anderem durch seine kreativen Schaufensterauslagen. So wird in einer Jubiläumsschrift der Hamburger Bücherstube dargestellt:
Felix Jud verkaufte an vertrauenswürdige Kunden unter der Hand Literatur, die während der NS-Zeit verboten war, und machte diejenigen, die diese Bücher kauften, miteinander bekannt. So wurde seine Buchhandlung ein beliebter Treffpunkt verschiedener Regimegegner, beispielsweise Anne-Marie Vogler und Eduard Bargheer, und Widerstandskreise, so der Bästlein-Jacob-Abshagen-Gruppe, der Robinsohn-Strassmann-Gruppe und der Weißen Rose Hamburg. Insbesondere mit Mitgliedern aus diesem Kreis pflegte er enge Beziehungen und traf diese auf Sitzungen und Veranstaltungen des sogenannten Musenkabinetts. Berichten zufolge organisierte Jud in seiner Bücherstube regelmäßig Leseabende.
Am 18. Dezember 1943 wurde er verhaftet und in das Polizeigefängnis Fuhlsbüttel gebracht, am 6. Juni 1944 erfolgte die Verlegung in das KZ Neuengamme. Jud wurde zusammen mit Albert Suhr, Hannelore Willbrandt, Ursula de Boor und Wilhelm Stoldt in einem Teil-Verfahren der Prozesse gegen die Personen der Weißen Rose Hamburg angeklagt. Die Hauptverhandlung gegen ihn fand am 19. April 1945 vor dem in Hamburg tagenden Volksgerichtshof statt, während die alliierten Kräfte schon die anderen Angeklagten aus den Gefängnissen in Stendal und Bayreuth befreit hatten. Er wurde zu vier Jahren Zuchthaus verurteilt und im Mai 1945 nach Eintreffen der englischen Streitkräfte in Hamburg befreit.

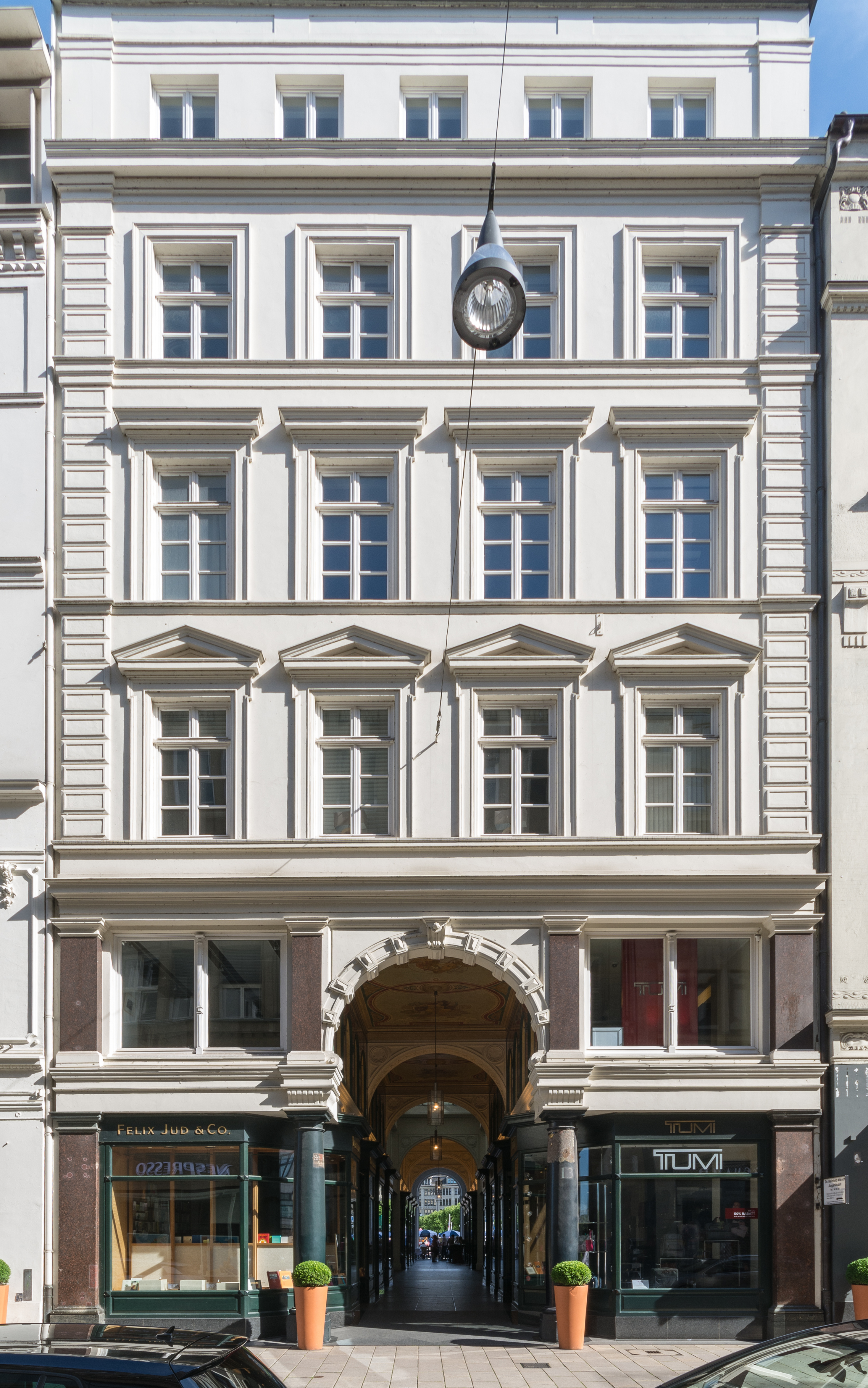
Die Bücherstube am Neuen Wall 13 (links)

Nach dem Krieg war Jud kulturpolitischer Berater der Alliierten, Mitglied des am 2. Januar 1946 gegründeten Kulturrats zur Entnazifizierung und Gründungsmitglied des FDP-Landesverbandes, Mitglied im Verwaltungsrat der Hamburger Öffentlichen Bücherhallen sowie Mitbegründer des Norddeutschen Verleger- und Buchhändlerverbandes.
Jud verlegte 1948 die Bücherstube an den Neuen Wall Nr. 39, einige Jahre später an den Neuen Wall 13 mit dem Eingang in der Mellin-Passage der Alsterarkaden. Dort bestand sie weiter unter dem Namen Felix Jud GmbH & Co. KG Buchhandlung und firmiert heute unter Felix Jud Buchhandel Antiquariat Kunsthandel.

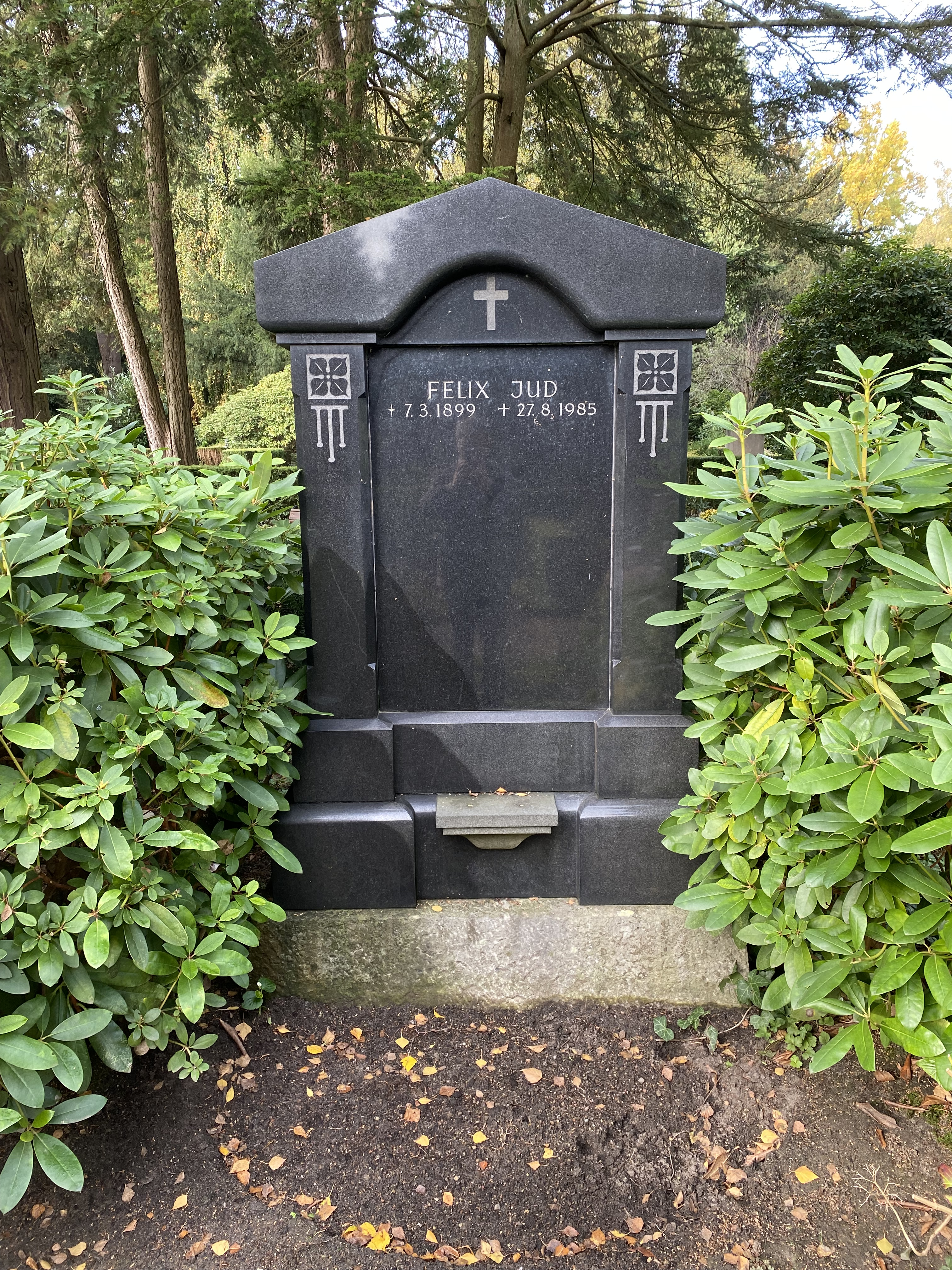
Grabstätte von Felix Jud

Felix Jud heiratete 1938. Aus der Ehe gingen drei Kinder hervor. Der jüngste Sohn Michael (* 12. Juli 1943; † 2015) wurde Journalist und war Mittexter von Polonäse Blankenese.
Felix Jud starb im August 1985 im Alter von 86 Jahren und wurde auf dem Nienstedtener Friedhof beigesetzt.
Wilfried Weber, Mitarbeiter seit 1962 und ab 1972 Geschäftspartner von Felix Jud, starb am 22. August 2016. Die traditionsreiche Einrichtung wurde von Marina Krauth, die bereits von Felix Jud zur Buchhändlerin ausgebildet wurde, weitergeführt. 2022 erfolgte die Übergabe der Geschäftsführung an Robert Eberhardt.

## Ehrungen
- Felix-Jud-Ring im Stadtteil Hamburg-Neuallermöhe